# Вайнман, Адольф Александер
Адольф Александер Вайнман (нем. Adolph Alexander Weinman; 11 декабря 1870 — 8 августа 1952) — американский скульптор немецкого происхождения, художник и медальер.

## Биография
Родился в Карлсруэ, Германия. В возрасте 10 лет переехал в США. С 15 лет посещал вечерние занятия в колледже Куперовского объединения, затем обучался в школе искусств Студенческой лиги Нью-Йорка у скульпторов Огастеса Сент-Годеса и Филипа Мартини.
В 1904 году открыл собственную студию.
Был членом Национального общества скульпторов (в 1927-30 гг. — президент), Американской академии искусств и литературы, Национальной академии дизайна.
Умер 8 августа 1952 года в деревне Порт-Честер.

## Избранные произведения

### Монеты и медали
- Дайм «Меркурий»
- 50 центов с идущей Свободой
- Медаль за Азиатско-тихоокеанскую кампанию (реверс)